# Sara Corrales
Sara Corrales Castillo (27. prosinca, 1985. – Medellín, Kolumbija) kolumbijska je glumica, plesačica i model.

## Filmografija
| Godina | Naslov                                           | Uloga             | Vrsta               |
| ------ | ------------------------------------------------ | ----------------- | ------------------- |
| 2010.  | Ojo por ojo                                      | -                 | telenovela          |
| 2010.  | Klon                                             | Karla Perez       | telenovela          |
| 2008.  | Vecinos                                          | Jessica           | televizijska serija |
| 2007.  | La marca del deseo                               | Maria Claridad    | televizijska serija |
| 2006.  | En los tacones de Eva                            | Angelica          | telenovela          |
| 2006.  | Cuando rompen las olas                           | Medicinska sestra | film                |
| 2006.  | Merlina mujer divina                             | Yuri 'Paloma' Paz | televizijska serija |
| 2004.  | Todos quieren con Marilyn                        | Catalina Osorio   | telenovela          |
| 2003.  | Protagonistas de novela 2 - La amenaza: Colombia | Sara Corrales     | dokumentarni film   |

## Nagrade TV y Novelas
| Godina | Kategorija             | TV serija | Rezultat   |
| ------ | ---------------------- | --------- | ---------- |
| 2009.  | najdraža antagonistica | Vecinos   | pobjednica |